# Тюневское сельское поселение
Тюневское се́льское поселе́ние — муниципальное образование в Нижнетавдинском районе Тюменской области Российской Федерации.
Административный центр — село Тюнево.

## История
Статус и границы сельского поселения установлены Законом Тюменской области от 5 ноября 2004 года № 263 «Об установлении границ муниципальных образований Тюменской области и наделении их статусом муниципального района, городского округа и сельского поселения».

## Население
| 2010  | 2011  | 2012  | 2013  | 2014  | 2015  | 2016  |
| ----- | ----- | ----- | ----- | ----- | ----- | ----- |
| 1979  | ↗1981 | ↗2051 | ↗2114 | ↗2160 | ↘2121 | ↗2140 |
| 2017  | 2018  | 2019  | 2020  | 2021  |       |       |
| ↘2117 | ↘2061 | ↗2105 | ↗2115 | ↗2894 |       |       |

## Состав сельского поселения
| № | Населённый пункт | Тип населённого пункта       | Население |
| - | ---------------- | ---------------------------- | --------- |
| 1 | Карагандинский   | посёлок                      | 411       |
| 2 | Лесозаводский    | посёлок                      | 261       |
| 3 | Носырево         | село                         | 86        |
| 4 | Тюнево           | село, административный центр | 1201      |
| 5 | Штакульская      | деревня                      | 20        |